# Leon Kunicki (pisarz)
Leon Kunicki (ur. 28 czerwca 1828 w Siedliszczach nad Bugiem, zm. 8 stycznia 1873 w Warszawie) – polski pisarz i rysownik.

## Życiorys

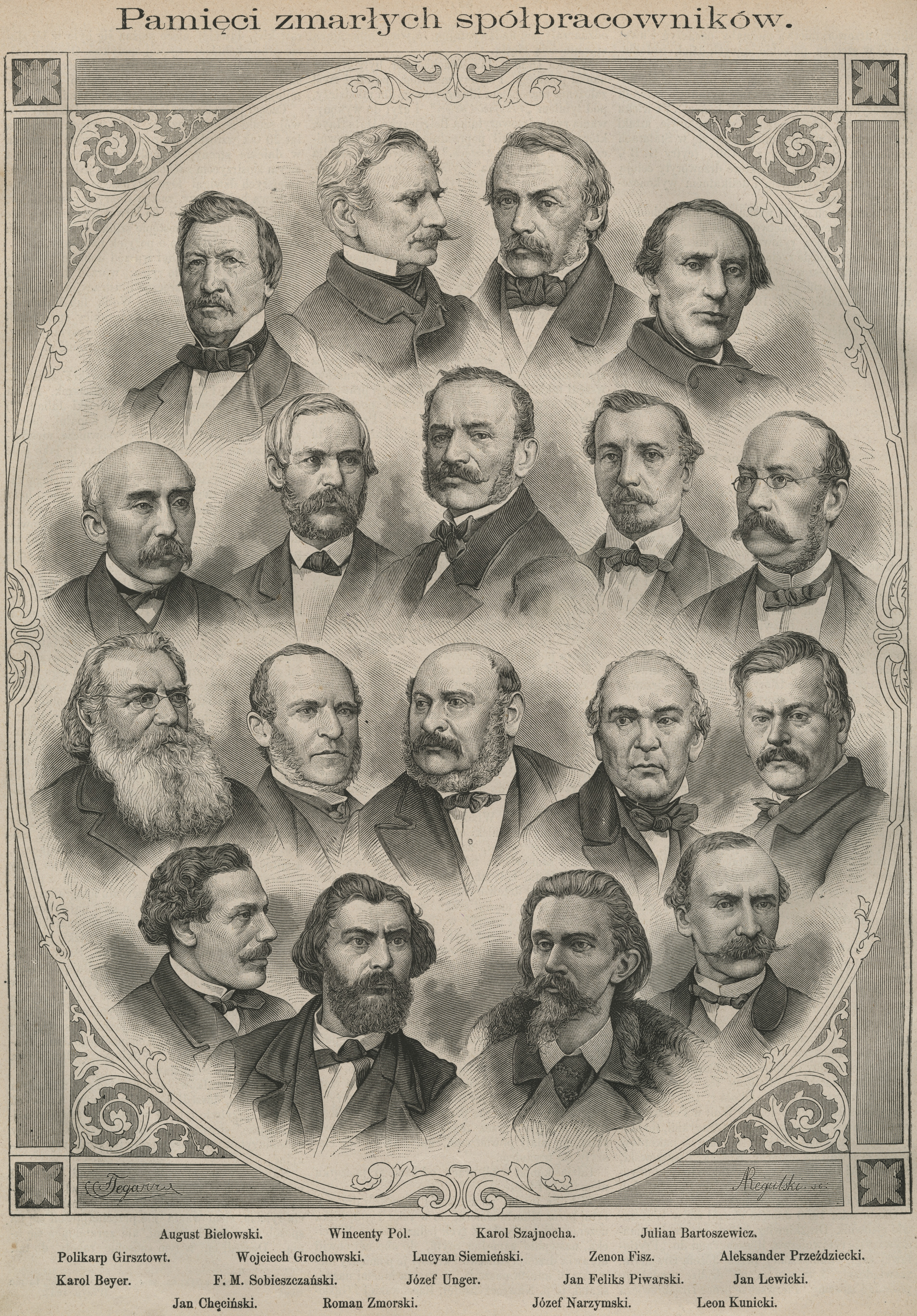
Tableau zmarłych pracowników Tygodnika Illustrowanego, 1878

Urodził się w rodzinnym majątku w Siedliszczach nad Bugiem w domu Marka i Wiktorii ze Świeszewskich. Pobierał nauki w warszawskim gimnazjum. Przez pewien czas pracował w banku polskim ale ostatecznie wrócił do rodzinnego majątku.
Tworzył rysunki i powiastki zamieszczane w różnych czasopismach: Tygodnik Ilustrowany, Kłosy, Wieniec.
Poza tym opublikował:
- Dwory i dworki, szkic do powieści, Warszawa, 1851,
- Krajowe obrazki i zarysy, Wilno,
- Nadbuźne obrazy i powieści,  Warszawa tomów 3,
- Iwanko, powieść, Warszawa

Żonaty z Eweliną Marianną z Drohojewskich, z którą miał trójkę dzieci. Po śmierci żony i dwójki dzieci, załamany zmarł w Warszawie dnia 8 stycznia 1873, pochowany został na cmentarzu w Uhrusku nad Bugiem.